# 基比 (伊利諾伊州)
基比（英語：Kibbie）是位於美國伊利諾伊州克勞福德縣的一個非建制地區。該地的面積和人口皆未知。

## 地理
基比的座標為39°04′11″N 87°56′17″W / 39.06972°N 87.93806°W，而該地的平均海拔高度為153米（即502英尺）。